# ゴルフ交遊抄
『ゴルフ交遊抄』（ゴルフこうゆうしょう）は、BSテレ東（2018年9月まではBSジャパン）で2016年4月3日にスタートしたゴルフ番組。

## 概要
ゴルフを愛する有名人、財界人、著名人が親交の深い人物とゴルフをしながら、お互いの人生観・仕事について語る番組。毎回2組のゲストを迎え、2週に渡り放送。一週では田村プロ対ゲスト二人のマッチプレー。二週では対決！二番勝負としてゲスト同士がアプローチプレーを繰り広げる。さらに、田村プロがゲストが持つお悩みのクラブ、ショットを克服する"TAMURA'S Lesson"又は"MAYUMI'S Lessonもある。

## 出演者
現在の出演者
聞き手
- 水原恵理（テレビ東京アナウンサー）

ホスト・解説
- 田村尚之（プロゴルファー）
- 平瀬真由美（プロゴルファー）
- 服部道子（プロゴルファー）

過去の出演者
聞き手
- 須黒清華（当時・テレビ東京アナウンサー/現・フリーアナウンサー）

## 特別番組
ゴルフ交遊抄Special Edition トップ経営者が語った金言集
- 放送時間：2018年4月28日(土) 16.30 - 18:00
- 内容

①TAMURA'S Lesson 特別編
②番組に登場した経営者の金言集
御手洗冨士夫、渡文明、服部真二、永野毅、鈴木茂晴、長瀬孝充、樋口武男、石川祝男、矢野龍、山崎良子
- 出演者：橋本マナミ、田村尚之
- ナレーション：水原恵理

## スタッフ
- ナレーション：斉藤茂一
- 構成：前岡晋
- CAM：岩田茂樹
- AUD：星野淳
- EED：竹内貴之
- MA：酒巻良明
- 音効：土門典彰
- メイク：松元美彩古
- 協力：ショットナビ
- 衣装協力：キャロウェイゴルフ、ナイキ
- 編成：田村崇（BSテレ東）
- ディレクター：奥平素也、目黒康行
- プロデューサー：中里信行、彦根稔、酒見幸浩（BSテレ東）
- 制作：BSテレ東、クロスビジョン

## 放送時間
- 日曜 7:30 - 8:00